# Rory Mallinson
Rory Mallinson, właśc. Charles Joseph Mallinson (ur. 27 października 1913 w Atlancie‎, zm. 26 marca 1976 w Los Angeles) – amerykański aktor.
Rozpoczął karierę ekranową pod koniec II wojny światowej. Podpisał kontrakt z Warner Bros. w 1945, po raz pierwszy występując w roli lekarza w biograficznym dramacie wojennym Delmera Davesa Cena piechota morskiej (Price of the Marines, 1945) z Johnem Garfieldem i Eleanor Powell. W 1947 rozpoczął pracę jako freelancer w Republic Pictures, Columbia Pictures i innych wytwórniach produkujących filmy klasy B.

## Filmografia

### Filmy
- 1947: Opętana jako asystent koronera
- 1947: Mroczne przejście jako George Fellsinger
- 1948: Blonde Ice jako sierżant policji Benson (niewymieniony w czołówce)
- 1949: Mighty Joe Young jako trzeci barman (niewymieniony w czołówce)
- 1951: Czternaście godzin jako policjant (niewymieniony w czołówce)
- 1951: Abbott i Costello spotykają niewidzialnego człowieka jako twardziel w barze (niewymieniony w czołówce)
- 1952: Bezkresne niebo
- 1958: Prawo i Jake Wade jako zastępca (niewymieniony w czołówce)